# Níhov
Níhov (deutsch Nihow, früher Nihof) ist eine Gemeinde in Tschechien. Sie liegt sieben Kilometer nordöstlich von Velká Bíteš und gehört zum Okres Brno-venkov.

## Geographie
Níhov befindet sich am linken Ufer der Halda bzw. Bařina in der zur Böhmisch-Mährischen Höhe gehörigen Křižanovská vrchovina (Krischanauer Bergland). Nördlich erhebt sich der Chochol (512 m). Östlich des Dorfes verläuft die Bahnstrecke Brno-Havlíčkův Brod, die Bahnstation Níhov liegt einen Kilometer außerhalb des Ortes an der Einmündung der Březinka in die Halda. Westlich von Níhov befinden sich die zwei Stauseen Níhovský rybník und Tomkův rybník, gegen Süden der Stausee Halda.
Nachbarorte sind Rojetín im Norden, Lubné im Nordosten, Na Burkách, Kuřimská Nová Ves und Blahoňov im Osten, Prosatín und Katov im Südosten, Kartouzy, Křižínkov und Křoví im Süden, Březské, Vlkov und Osová im Südwesten, Březí im Westen sowie V Bařinách und Borovník im Nordwesten.

## Geschichte

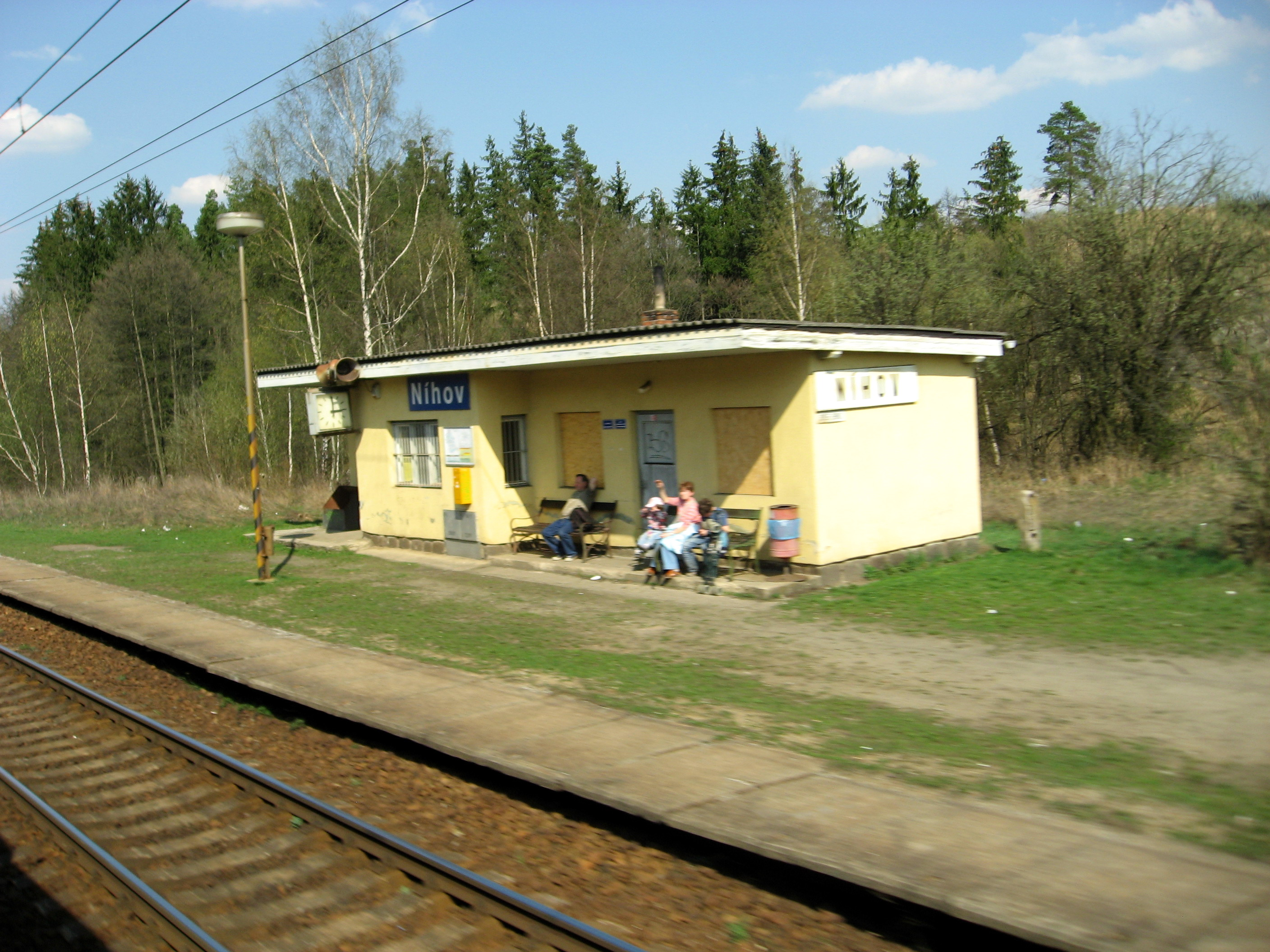
Bahnstation Níhov

Die erste schriftliche Erwähnung des zur Herrschaft Ossow gehörigen Dorfes erfolgte im Jahre 1349. Der Ort entstand zu Beginn des 13. Jahrhunderts im Zuge der deutschen Kolonisation und wurde ursprünglich als Pfaffendorf, später als Michov bzw. Mnichov bezeichnet. 1365 verkaufte Henricus de Ossaw das Dorf an Jan den Älteren von Meziříčí. Weitere Besitzer waren Lacek I. von Krawarn und später eine Linie der Herren von Lomnitz. Im Laufe der Zeit wandelte sich der Ortsname in Nihow biw Nihof. Im Jahre 1537 wurde Níhov an die Herrschaft Náměšť angeschlossen. In der zweiten Hälfte des 16. Jahrhunderts befand sich in Níhov wahrscheinlich zeitweilig ein Adelssitz, im Jahre 1570 ist ein Geschlecht von Níhov nachweislich. Zu Beginn des 17. Jahrhunderts bestand Níhov aus 12 Häusern und hatte 76 Einwohner. 1794 lebten in den 16 Häusern des Dorfes 141 Menschen. Gepfarrt war das Dorf nach Březí, wo sich auch eine Schule befand. Die Bewohner des Dorfes lebten größtenteils von der Landwirtschaft, einige auch vom Handwerk. Ab 1822 bemühte sich der Bürgermeister Josef Knoflíček beim Dekanat Křižanov um die Errichtung einer eigenen Schule in Níhov. Zwischen 1832 und 1833 entstand schließlich ein Schulhaus, das von den Einwohnern in Eigenleistung hergestellt wurde. 1837 war das Dorf auf 24 Häuser angewachsen und hatte 191 Einwohner.
Nach der Aufhebung der Patrimonialherrschaften bildete Nihov ab 1850 eine Gemeinde in der Bezirkshauptmannschaft Velké Meziříčí. 1876 wurde das neue Schulgebäude eingeweiht. Im Jahre 1900 lebten in den 37 Häusern von Nihov 291 Menschen. Seit 1923 ist der Ortsname Níhov gebräuchlich. 1931 hatte Níhov 244 Einwohner und bestand aus 46 Häusern. 1939 begann östlich und südlich des Dorfes der Bau der Eisenbahnstrecke von Tišnov nach Havlíčkův Brod. Nach der Bombardierung der Wiener Neustädter Flugzeugwerke wurde im Jahre 1944 die Produktion der Messerschmitt Bf 109 G 10 in drei Tunneln der Strecke unter dem Decknamen Diana unterirdische Fertigungsanlagen für den Flugzeugbau der Messerschmitt GmbH errichtet. In der Umgebung entstanden zum Ende des Zweiten Weltkrieges Kriegsgefangenenlager. Zum Ende des Zweiten Weltkrieges fand ein Teil der Besatzung eines am 17. April 1945 bei Hradčany abgeschossenen amerikanischen Flugzeuges Consolidated B-24, das mit Proviantcontainer und Partisanen beladen war, in Níhov Unterschlupf. Im Jahre 1948 wurde die Gemeinde dem Okres Velká Bíteš zugeordnet. Im Jahre 1953 begann der Eisenbahnverkehr auf der Strecke Brno–Žďár nad Sázavou. Nach der Auflösung des Okres Velká Bíteš kam das Dorf mit Beginn des Jahres 1961 zum Okres Žďár nad Sázavou. In Eigenleistung errichteten die Einwohner ein Kulturhaus, das 1976 eingeweiht wurde. 1980 wurde Níhov nach Velká Bíteš eingemeindet. Zu Beginn des Jahres 1992 entstand die Gemeinde Níhov wieder. 197 wurde ein Kindergarten eingerichtet. Seit Anfang 2005 gehört die Gemeinde Níhov zum Okres Brno-venkov. Níhov besteht heute aus 80 Häusern.

## Gemeindegliederung
Für die Gemeinde Níhov sind keine Ortsteile ausgewiesen. Zu Níhov gehört die Ansiedlung V Bařinách.

## Sehenswürdigkeiten
- Kapelle des hl. Wenzel, erbaut 1872
- Felsental der Halda, nordöstlich des Dorfes
- Eisenbahntunnel, nordöstlich des Dorfes
- Erholungsgebiet am See Níhovský rybník